# Laffly CG
 (octobre 2020).
Si vous disposez d'ouvrages ou d'articles de référence ou si vous connaissez des sites web de qualité traitant du thème abordé ici, merci de compléter l'article en donnant les références utiles à sa vérifiabilité et en les liant à la section « Notes et références ».
Le Laffly CG est un camion de type porteur fabriqué sur un châssis ABL6 G et commercialisé par le constructeur français Laffly en 1939. Il a été produit à seulement deux exemplaires pour les sapeurs-pompiers de Paris (CG 1) et des marins-pompiers de Marseille (CG 2).
La partie arrière est équipée d'une grue située au bout d'une flèche télescopique à vérins hydrauliques, non pivotante, pouvant soulever 1 t à 4,60 m de l'essieu et 6 t à 1,60 m de l’essieu arrière. Il possède également un treuil et un cabestan à entrainement mécanique via la boîte de vitesses, le tout permettant le dépannage et remorquage de véhicules accidentés. Le treuil a une capacité de traction de 3 tonnes.

## Caractéristiques

### Motorisation
| Modèle    | Construction | Moteur + Nom                | Norme Euro | Cylindrée       | Performance                | Couple               | Vitesse maxi | Consommation + CO2    |
| Laffly CG | 1939         | 4 cylindres en ligne Laffly | -          | ... cm3 (... L) | 72 kW (98 ch) à ... tr/min | ... N m à ... tr/min | ... km/h     | ... l/100 km ... g/km |

## Préservation
La restauration de l'engin CG 1 des pompiers de Paris a fait l'objet d'un épisode de l'émission TV Vintage Mecanic spécial véhicule XXL (S6E2). Il est prévu d'être exposé au futur musée des pompiers de Paris à Saint-Ouen.